# Канаев, Алексей Фёдорович
Алексей Фёдорович Канаев (1921—1997) — подполковник Советской Армии, участник Великой Отечественной войны, Герой Советского Союза (1946).

## Биография

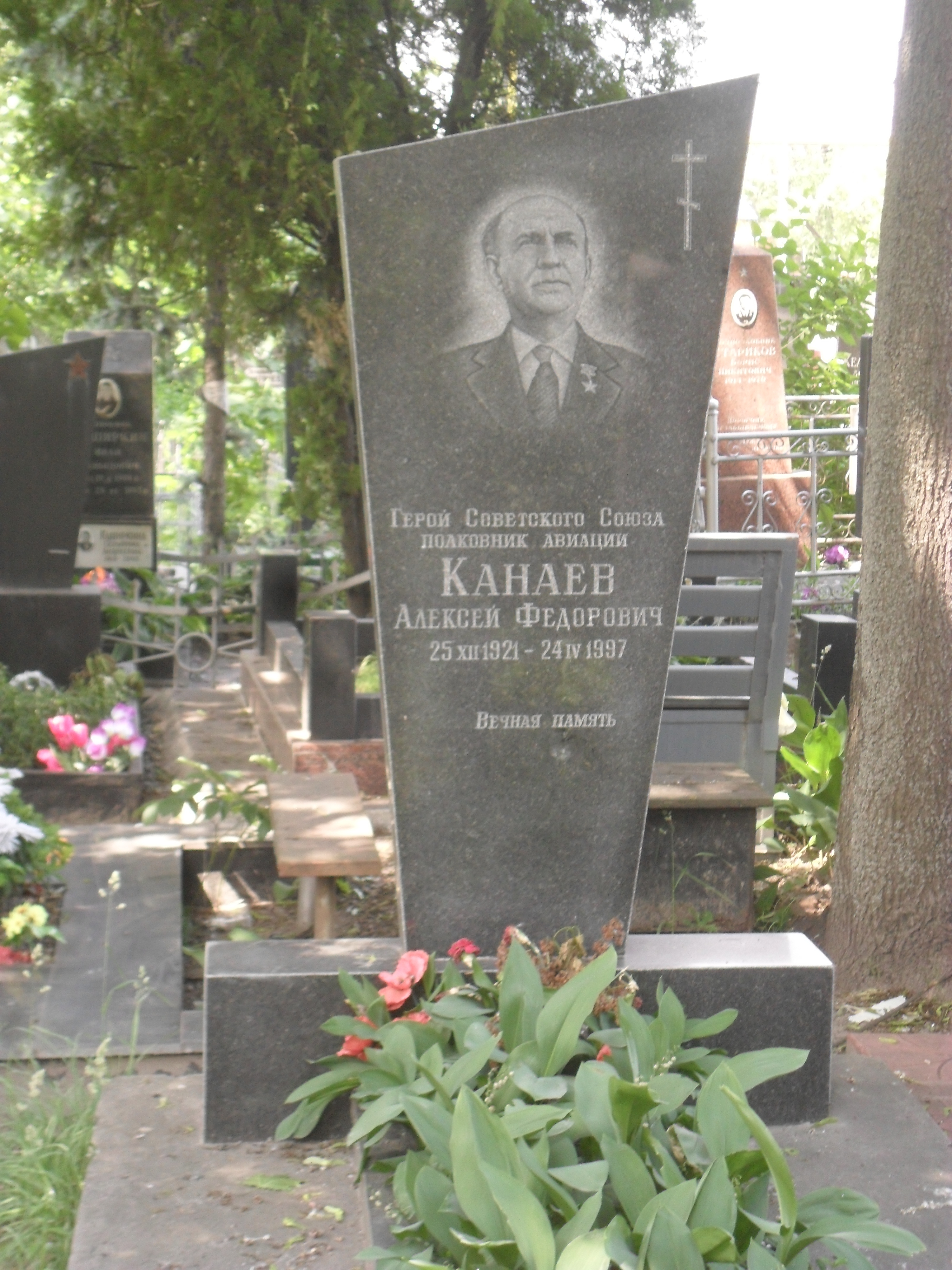
Могила Канаева на Лукьяновском военном кладбище Киева.

Алексей Канаев родился 25 декабря 1921 года в Москве. Окончил среднюю школу. В 1938 году Канаев был призван на службу в Рабоче-крестьянскую Красную Армию. В 1939 году он окончил Серпуховскую военную авиатехническую школу, после чего служил авиамехаником в Качинской военной авиационной школе пилотов. С октября 1942 года — на фронтах Великой Отечественной войны. В 1943 году Канаев окончил Воронежскую военную авиационную школу пилотов.
К маю 1945 года старший лейтенант Алексей Канаев был помощником по воздушно-стрелковой службе командира 451-го штурмового авиаполка 264-й штурмовой авиадивизии 5-го штурмового авиационного корпуса 5-й воздушной армии 2-го Украинского фронта. К тому времени он совершил 120 боевых вылетов на штурмовку и бомбардировку скоплений боевой техники и живой силы противника, его важных объектов. Принял участие в ряде воздушных боёв, сбил 5 самолётов противника.
Указом Президиума Верховного Совета СССР от 15 мая 1946 года за «образцовое выполнение боевых заданий командования по уничтожению живой силы и техники противника и проявленные при этом мужество и героизм» старший лейтенант Алексей Канаев был удостоен высокого звания Героя Советского Союза с вручением ордена Ленина и медали «Золотая Звезда» за номером 8264.
После окончания войны Канаев продолжил службу в Советской Армии. В 1955 году он окончил Высшие офицерские лётно-тактические курсы. В 1956 году в звании подполковника Канаев был уволен в запас. Проживал в Киеве, работал в Киевском областном живописно-скульптурном комбинате. 
Умер 24 апреля 1997 года, похоронен на Лукьяновском военном кладбище Киева.

## Награды
- Медаль «Золотая Звезда» Героя Советского Союза;
- три ордена Красного Знамени;
- два ордена Отечественной войны 1-й степени;
- орден Красной Звезды;
- медали[1].